# Waynesboro (Mississippi)
Waynesboro è una città (city) degli Stati Uniti d'America, capoluogo della contea di Wayne, nello Stato del Mississippi.